# تقی رضایی
تقی رضایی (زاده ۱۵ مرداد ۱۳۷۰) عضو تیم ملی پرورش اندام اهل ایران است. وی علاوه بر چندین قهرمانی در کشور، در سال ۱۳۹۹ به اردوی تیم ملی دعوت شد. از افتخارات وی می‌توان به کسب مدال نقره در مسابقات قهرمانی جهان ۲۰۲۲ اشاره کرد.

## سوابق ورزشی
تقی رضایی از سال ۱۳۸۳ فعالیت خود را در رشتهٔ بدن‌سازی آغاز کرد. وی قهرمان ۴ دوره کشور، نائب قهرمان جهان در سال ۲۰۲۲، نائب قهرمان مسابقات فیزیک آرنولد کلاسیک در سال ۲۰۲۱ و قهرمان مسابقات بین‌المللی بینوس کلاسیک در سال ۲۰۲۴ است. وی داور مسابقات فیتنس، مربی رسمی فدراسیون و مربی بین‌المللی fae از اروپا است. وی هم‌اکنون در حوزه داوری و مربی‌گری پیشرفته بدن‌سازی فعالیت می‌کند. وی موفق به دریافت کارت الیت پرو شده است.

## افتخارات
رضایی از سال ۱۳۹۹ تاکنون عناوین مختلفی را در مسابقات قهرمانی کشور به ارمغان آورده است. وی در سال ۲۰۲۱ در مسابقات فیزیک آرنولد کلاسیک اسپانیا نائب قهرمان جهان شد و در سال ۲۰۲۲ در مسابقات قهرمانی جهان اسپانیا صاحب گردن آویز نقره شد. وی در مسابقات بین‌المللی بینوس کلاسیک امارات موفق به کسب مدال طلا شد.

## مسابقات
- مسابقات بین‌المللی بینوس کلاسیک در سال ۲۰۲۴[۲۳]
- مسابقات قهرمانی جهان اسپانیا در سال ۲۰۲۲[۲۴][۲۵][۲۶]
- مسابقات فیزیک آرنولد کلاسیک اسپانیا در سال ۲۰۲۱[۱۷]
- مسابقات قهرمانی کشور[۲۷]